# Alcea iranshahrii
Alcea iranshahrii är en malvaväxtart som beskrevs av Pakravan, Ghahr. och Assadi. Alcea iranshahrii ingår i släktet stockrosor, och familjen malvaväxter. Inga underarter finns listade i Catalogue of Life.